# Петрова Світлана Петрівна
Світла́на Петрі́вна Петро́ва (нар. 21 березня 1949, Київ) — українська бандуристка. Народна артистка України (1995).

## Життєпис
Народилась 1949 року в Києві.
1968 — закінчила Київське музичне училище ім. Р. Глієра (викладач А. Ф. Омельченко).
1973 — закінчила Київську консерваторію.
З 1973 — у складі тріо бандуристок Національної радіокомпанії України, м. Київ (разом з Антоніною Мамченко і Аллою Шутько). Своє мистецтво тріо бандуристок демонструвало більше, ніж у 50-ти країнах світу, здійснило понад 500 фондових записів.
1978 року тріо бандуристок стало лауреатом XI Всесвітнього фестивалю молоді та студентів у Гавані (Куба), у 1979 — лауреатом Міжнародного фестивалю молодих виконавців і співаків у Софії (Болгарія).
1979 — Світлана Петрівна отримала звання Заслуженої артистки УРСР.
1995 року їй присвоєне звання Народної артистки України.

## Відео
- Тріо бандуристок українського радіовідео
- Ой, заграй, дударикувідео